# Реакция Вильямсона
Реакция Вильямсона (синтез Вильямсона) — реакция получения простых эфиров алкилированием алкоголятов или фенолятов алкилгалогенидами; названная так в честь английского химика Александра Уильямсона. Этим способом получают преимущественно несимметричные простые эфиры.

## Общая схема и механизм реакции
Реакция протекает по следующей схеме:
{\displaystyle {\begin{array}{c}\\{\mathsf {R{-}O^{-}Na^{+}\ +\ }}\end{array}}{\begin{array}{c}\color {grey}{\delta ^{+}}\\{\mathsf {R'}}\end{array}}{\begin{array}{c}\\{\mathsf {-}}\end{array}}{\begin{array}{c}\color {grey}{\delta ^{-}}\\{\mathsf {X}}\end{array}}{\begin{array}{c}\\{\mathsf {\longrightarrow R{-}O{-}R'\ +\ Na^{+}X^{-}}}\end{array}}}
Реакция осуществляется по механизму бимолекулярного нуклеофильного замещения (SN2). Для третичных алкилгалогенидов характерно мономолекулярное нуклеофильное замещение (SN1) и элиминирование (E).

## Пример синтеза
При синтезе алифатических эфиров смесь алкоголята металла (спиртовой раствор гидроксида калия) с алкилгалогенидом кипятят в индифферентном растворителе (диэтиловый эфир, толуол, ксилол).
При получении алкилариловых эфиров реакцию проводят при кипячении небольшого избытка алкилгалогенида с фенолятом в спиртовом растворе, либо в индифферентном растворителе (вода, ацетон, этилацетат, диоксан, толуол, ксилол, хлорбензол).
Побочным продуктом реакции является олефин, образующийся в результате дегидрогалогенирования алкилгалогенида, причём вероятность побочной реакции возрастает при переходе от первичных алкилгалогенидов к третичным.
Кроме того, возможно использование диалкилсульфатов в качестве алкилирующих агентов.